# Гонка чемпионов (биатлон)
Го́нка чемпио́нов — ежегодное коммерческое соревнование по биатлону, которое проходит в России с 2011 года. Начала проводиться на стадионе «Олимпийский» в Москве.
Прототипом Гонки чемпионов, по признанию самих организаторов, стала Рождественская гонка биатлонистов в Гельзенкирхене, проходящая ежегодно с 2002 года, правила которой были доработаны. Первая гонка была приурочена к годовщине полёта Юрия Гагарина в космос, но в будущем возможно проведение соревнования зимой, ближе к дате Рождественской гонки.
В 2013 году Гонка чемпионов прошла 6 апреля в СК «Олимпийский».
В 2015 году было принято решение о переносе Гонки чемпионов в Тюмень. Гонка прошла 5 апреля на стадионе «Геолог». В 2016 году также в Тюмени.

## Программа соревнования
Программа Гонки чемпионов включает в себя детские заезды, гонку звёзд шоу-бизнеса и концерт. Основная часть состоит из пристрелки, по итогам которой определяется стартовый список на масс-старты. По итогам масс-стартов по 6,5 км спортсмены формируют пары для смешанной эстафеты (в общем — 11,7 км), замыкающей соревнования.
В 2013 году в рамках мероприятия состоялась гонка поколений с участием Кашкарова, Ростовцева, Майгурова, Драчева, Черезова, Чудова, Ярошенко, Круглова.

## Победители
- 2011:  Мари Дорен —  Мартен Фуркад
- 2012:  Кайса Мякярайнен —  Бьёрн Ферри
- 2013:  Мари Дорен-Абер —  Мартен Фуркад
- 2014:  Дарья Домрачева —  Антон Шипулин
- 2015:  Екатерина Юрлова —  Антон Шипулин
- 2016:  Карин Оберхофер —  Уле-Эйнар Бьёрндален

## Результаты

### Женщины масс-старт и Мужчины масс-старт
| Год                                          | Женщины масс-старт | Мужчины масс-старт |
| 2011 Результаты Записи: Масс-старты Эстафета | 1. Светлана Слепцова 23:20.4 2. Тина Бахман +4.3 3. Валентина Семеренко +5.3 4. Дарья Домрачева 5. Анна Карин Зидек 6. Ольга Зайцева 7. Анастасия Кузьмина 8. Вита Семеренко 9. Мари Дорен 10. Анна Мария Нильсон                                                                                                  | 1. Тарьей Бё 20:42.1 2. Мартен Фуркад +5.3 3. Карл Юхан Бергман +8.1 4. Иван Черезов 5. Антон Шипулин 6. Эмиль Хегле Свенсен 7. Бьёрн Ферри 8. Михаэль Грайс 9. Симон Фуркад 10. Евгений Устюгов                                                                                                |
|                                              | | |
| 2012 Результаты Записи: Полностью            | 1. Мари Дорен-Абер 15:36.2 2. Ольга Зайцева +8.4 3. Ольга Вилухина +12.4 4. Анастасия Кузьмина 5. Вита Семеренко 6. Дарья Домрачева 7. Сюннёва Сулемдаль 8. Кайса Мякярайнен 9. Тина Бахман 10. Валя Семеренко | 1. Яков Фак 14:21,5 2. Антон Шипулин +8.7 3. Эмиль Хегле Свендсен +19.2 4. Мартен Фуркад 5. Бьёрн Ферри 6. Андреас Бирнбахер 7. Тарьей Бё 8. Уле Эйнар Бьёрндален 9. Симон Фуркад 10. Иван Черезов                                                                                              |
|                                              | | |
| 2013 Результаты Записи: Полностью            | 1. Анастасия Кузьмина 19.12,2 (1) 2. Кайса Мякярайнен +1,8 (1) 3. Дарья Домрачева+2,2 (2) 4. Мари Дорен-Абер 5. Ольга Вилухина 6. Габриэла Соукалова 7. Тура Бергер 8. Вита Семеренко 9. Валя Семеренко 10. Мириам Гёсснер                                                                                         | 1. Антон Шипулин 17.08,6 (0) 2. Яков Фак +1,8 (0) 3. Бьёрн Ферри +3,3 (0) 4. Эмиль Хегле Свендсен 5. Кристоф Зуман 6. Александр Логинов 7. Мартен Фуркад 8. Евгений Устюгов 9. Тарьей Бё 10. Симон Фуркад                                                                                       |
| 2014                                         | 1. Мари Дорен-Абер 18:04.5 (0) 2. Тура Бергер +3.8 (2) 3. Дарья Домрачева +6.2 (2) 4. Кайса Мякярайнен +12.2 (1) 5. Ольга Вилухина +17.7 (1) 6. Габриэла Соукалова +22.2 (2) 7. Ольга Зайцева +23.3 (4) 8. Валя Семеренко +38.7 (1) 9. Вита Семеренко +56.6 (2) 10. Селина Гаспарин +1:39.9 (3)                    | 1. Яков Фак 16:32.2 (0) 2. Антон Шипулин +1,1 (0) 3. Эмиль Хегле Свендсен +1,3 (0) 4. Мартен Фуркад +16.5 (1) 5. Симон Шемпп +18.4 (1) 6. Бьорн Ферри +21.5 (1) 7. Доминик Ландертингер +25.3 (2) 8. Симон Фуркад +27.8 (3) 9. Евгений Устюгов +30.7 (0) 10. Ондржей Моравец +51.8 (1)          |
| 2015                                         | 1. Дарья Домрачева 15:59.2 (1) 2. Надежда Скардино +5.5 (1) 3. Карин Оберхофер +6.4 (2) 4. Кайса Мякярайнен +6.5 (2) 5. Тея Грегорин +29.9 (0) 6. Доротея Вирер +31.7 (4) 7. Екатерина Юрлова +40.3 (4) 8. Вероника Виткова +48.8 (6) 9. Валя Семеренко +1:00.3 (5) 10. Дарья Виролайнен +1:24.3 (7)               | 1. Антон Шипулин 14:26.4 (1) 2. Мартен Фуркад +5.7 (2) 3. Оле Эйнар Бьорндален +6,5 (3) 4. Ондржей Моравец +14.3 (2) 5. Фредрик Линдстрем +20.8 (3) 6. Евгений Гараничев +28.1 (4) 7. Михал Шлезингр +31.7 (4) 8. Яков Фак +34.6 (4) 9. Жан-Гийом Беатрикс +37.7 (4) 10. Симон Фуркад +41.9 (3) |
| 2016                                         | 1. Доротея Вирер 15:23.8 (1) 2. Карин Оберхофер +7.5 (2) 3. Тириль Экхофф +15.4 (4) 4. Екатерина Юрлова-Перхт +16.7 (3) 5. Франциска Хильдебранд +16.7 (1) 6. Анастасия Загоруйко +17.0 (1) 7. Ольга Вилухина +31.8 (3) 8. Надежда Скардино +37.0 (3) 9. Анаис Бескон +45.1 (5) 10. Габриэла Коукалова +2:15.8 (5) | 1. Антон Шипулин 13:48.4 (0) 2. Симон Шемпп +3.9 (1) 3. Мартен Фуркад +5.1 (3) 4. Жан-Гийом Беатрикс +8.2 (1) 5. Фредрик Линдстрем +11.3 (1) 6. Антон Бабиков +11.7 (2) 7. Евгений Гараничев +22.7 (5) 8. Симон Фуркад +27.3 (3) 9. Уле-Эйнар Бьорндален +42.8 (4) 10. Михал Шлезингр +1:05.7   |

### Одиночная смешанная эстафета
| Год                                          | Одиночная смешанная эстафета |
| 2011 Результаты Записи: Масс-старты Эстафета | 1. Мари Дорен — Мартен Фуркад 35:41.2 2. Ольга Зайцева — Иван Черезов +3.0 3. Вита Семеренко — Эмиль Хегле Свенсен +4.8 4. Тина Бахман — Карл Юхан Бергман 5. Светлана Слепцова — Тарьей Бё 6. Валентина Семеренко — Симон Фуркад 7. Дарья Домрачева — Евгений Устюгов 8. Анастасия Кузьмина — Антон Шипулин 9. Анна Мария Нильсон — Михаэль Грайс 10. Анна Карин Зидек — Бьёрн Ферри |
|                                              | |
| 2012 Результаты Записи: Полностью            | 1. Кайса Мякярайнен — Бьёрн Ферри 35:54,9 2. Анастасия Кузьмина — Антон Шипулин +0.5 3. Мари Дорен-Абер — Мартен Фуркад +5.3 4. Дарья Домрачева — Яков Фак 5. Сюннёва Сулемдаль — Андреас Бирнбахер 6. Ольга Зайцева — Уле Эйнар Бьёрндален 7. Вита Семеренко — Тарьей Бё 8. Ольга Вилухина — Эмиль Хегле Свендсен 9. Валя Семеренко — Иван Черезов 10. Тина Бахман — Симон Фуркад |
|                                              | |
| 2013 Результаты Записи: Полностью            | 1. Мари Дорен-Абер — Мартен Фуркад 42.01,6 (4) 2. Анастасия Кузьмина — Антон Шипулин +0,6 (5) 3. Ольга Вилухина — Кристоф Зуман +1,8 (1) 4. Кайса Мякярайнен — Яков Фак 5. Дарья Домрачева — Бьёрн Ферри 6. Тура Бергер — Эмиль-Хегле Свендсен 7. Габриэла Соукалова — Тарьей Бё 8. Вита Семеренко — Евгений Устюгов 9. Валя Семеренко — Симон Фуркад 10. Мириам Гёсснер — Александр Логинов                                                                                                |
| 2014                                         | 1. Дарья Домрачева — Антон Шипулин 38,15,9 (1) 2. Мари Дорен-Абер — Мартен Фуркад +1,5 (3) 3. Габриэла Соукалова — Симон Шемпп +24,6 (3) 4. Ольга Зайцева — Симон Фуркад +28,5 (4) 5. Тура Бергер — Яков Фак +28,9 (7) 6. Кайса Мякяряйнен — Бьорн Ферри +37,4 (2) 7. Ольга Вилухина — Эмиль Хегле Свендсен +1.11,0 (3) 8. Валя Семеренко — Доминик Ландертингер +1.48,1 (3) 9. Вита Семеренко — Евгений Устюгов +2.32,3 (6) 10. Селина Гаспарин — Ондржей Моравец +3.59,3 (6)              |
| 2015                                         | 1. Екатерина Юрлова — Антон Шипулин 34:36,3 (4) 2. Дарья Виролайнен — Симон Фуркад +14,7 (6) 3. Тея Грегорин — Яков Фак +17,9 (5) 4. Дарья Домрачева — Оле Эйнар Бьорндален +22,2 (7) 5. Карин Оберхофер — Евгений Гараничев +26,0 (7) 6. Вероника Виткова — Михал Шлезингр +30,1 (7) 7. Доротея Вирер — Фредрик Линдстрем +43,8 (7) 8. Кайса Мякярайнен — Ондржей Моравец +1.06,6 (6) 9. Валя Семеренко — Жан-Гийом Беатрикс +1.55,2 (8) 10. Надежда Скардино — Мартен Фуркад +2.14,1 (11) |
| 2016                                         | 1. Карин Оберхофер — Уле-Эйнар Бьорндален 33:36.6 (2) 2. Доротея Вирер — Мартен Фуркад +12.3 (5) 3. Тириль Экхофф— Антон Шипулин +15.0 (6) 4. Анаис Бескон — Симон Фуркад +17.1 (4) 5. Екатерина Юрлова-Перхт — Фредрик Линдстрем +19.4 (2) 6. Ольга Вилухина — Антон Бабиков +46.4 (4) 7. Франциска Хильдебранд — Жан-Гийом Беатрикс +52.6 8. Надежда Скардино — Симон Шемпп +52.9 9. Габриэла Коукалова — Михаил Шлезингр +1:01.2 10. Анастасия Загоруйко — Евгений Гараничев --          |